# Helleput
De Helleput is een Dendermondse sage over een ongewijde klok. Het is de bekendste van de kloksagen die voorkomen in de Denderstreek.

## Verhaal
Een koster luidde een ongewijde klok in de Onze Lieve Vrouwekerk van Dendermonde. Hierdoor wekte hij de duivel die hem wurgde. De duivel stal de klok uit de kerk en gooide die in een sluimerend water, waarvan niemand ooit de bodem heeft kunnen peilen, net buiten de stadswallen langs de steenweg naar Gent. Om de 100 jaar verschijnt op deze plaats opnieuw de duivel in de gedaante van een hond.

## Ommegang
Sinds 2022 wordt het verhaal van de Helleput uitgebeeld op een praalwagen in de Dendermondse ommegang Katuit.